# Niamey III
Niamey III ist eines der fünf Arrondissements der nigrischen Hauptstadt Niamey.

## Geographie

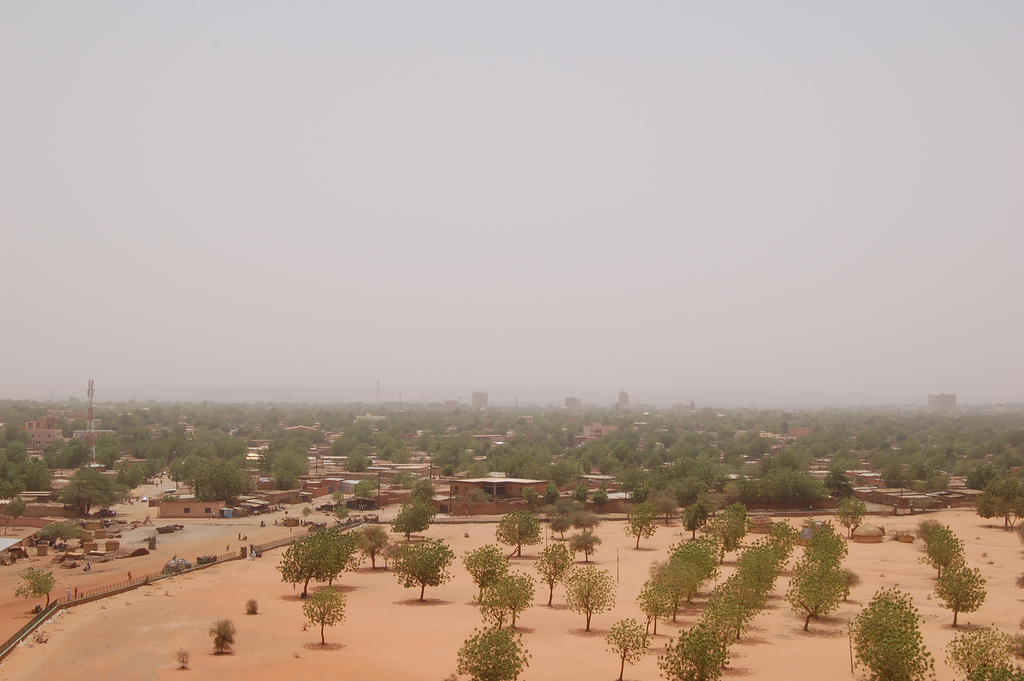
Blick von der Großen Moschee über Niamey III

Das langgestreckte Gebiet des Arrondissements am linken Ufer des Flusses Niger führt vom Stadtzentrum Richtung Nordosten, wo es vom breiten Grüngürtel von Niamey begrenzt wird. Im Westen grenzt Niamey III an Niamey II, im Südosten an Niamey IV und Südwesten, jenseits des Flusses, an Niamey V.
Niamey III besteht aus einem urbanen Gebiet, das in 17 Stadtviertel (quartiers) gegliedert ist, und einem ländlichen Gebiet mit einem Dorf (village).
Die Stadtviertel sind:
- Abidjan
- Bandabari
- Banifandou II
- Banizoumbou
- Boukoki IV
- Cité Caisse
- Cité Fayçal
- Collège Mariama
- Couronne Nord
- Kalley Centre
- Kalley Est
- Kalley Sud
- Lacouroussou
- Madina
- Nouveau Marché
- Poudrière
- Terminus

Das Dorf ist:
- Kongou Gorou[1]

Durch das Arrondissement verläuft das Trockental Kori de Ouallam mit dem insgesamt 11,21 km langen Kongou-See.

## Geschichte
Bis 1996 war Niamey in drei Stadtgemeinden (französisch communes urbaines) unterteilt. Unter Niamey III wurde bis dahin das Gebiet des heutigen Arrondissements Niamey V verstanden. 1996 wurde Niamey in fünf Stadtgemeinden geteilt. Die Stadtgemeinde Niamey III entstand aus Teilen der früheren Stadtgemeinden Niamey I und Niamey II. 2010 wurden die Stadtgemeinden Niameys in Arrondissements umgewandelt.

## Bevölkerung
Bei der Volkszählung 2001 hatte Niamey III 175.899 Einwohner. Bei der Volkszählung 2012 betrug die Einwohnerzahl 163.175.

## Politik
Der Bezirksrat (conseil d’arrondissement) hat 14 Mitglieder. Mit den Kommunalwahlen 2020 sind die Sitze im Bezirksrat wie folgt verteilt: 6 MODEN-FA Lumana Africa, 3 PNDS-Tarayya, 1 AMEN-AMIN, 1 MNSD-Nassara, 1 MPN-Kiishin Kassa, 1 MPR-Jamhuriya und 1 PJP-Génération Doubara.

## Wirtschaft und Infrastruktur

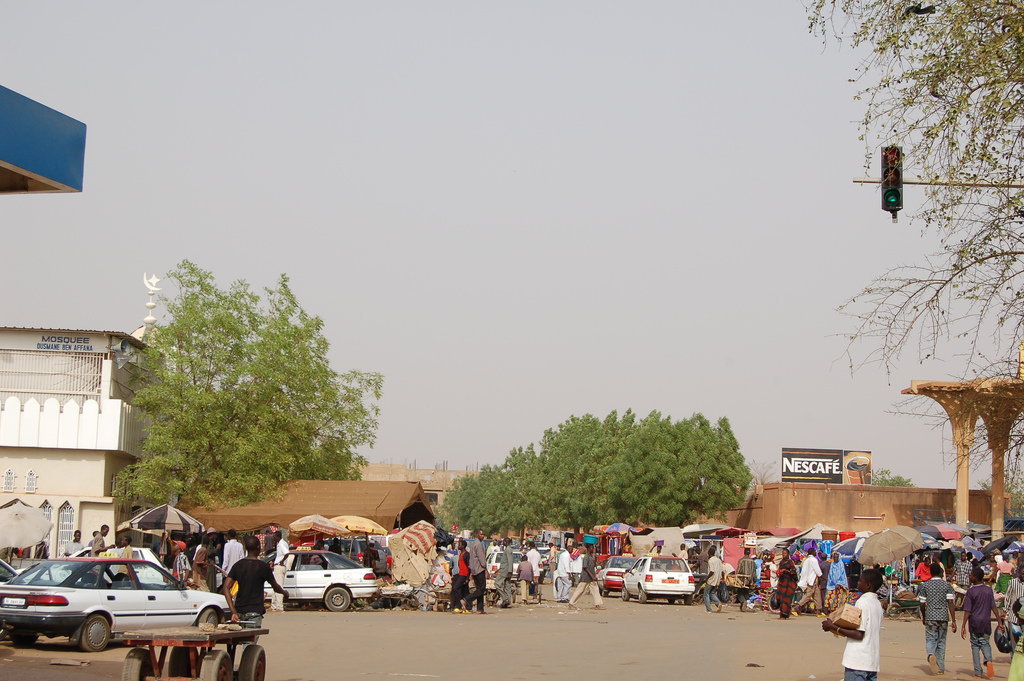
Grand Marché

In Niamey III liegt der Grand Marché, der „große Markt“ von Niamey. Am Boulevard Mali Béro befindet sich ein großer Stadtteil, in dem Kunsthandwerk hergestellt und verkauft wird. Ebenfalls bedeutend in Niamey III ist der Handel mit Baumaterialien. Im westlichen Teil des Arrondissements ist eine hohe Dichte an Bildungs- und Gesundheitseinrichtungen festzustellen.